# Île-d'Aix
Île-d'Aix je turistično naselje na istoimenskem otoku ob zahodni francoski obali, po površini najmanjša občina departmaja Charente-Maritime regije Akvitanija-Limousin-Poitou-Charentes. Leta 2006 je naselje imelo 215 prebivalcev.

## Geografija
Otok Île-d'Aix leži v osrčju morskega preliva pertuis d'Antioche nedaleč stran od izliva reke Charente v Biskajski zaliv. Majhen otok oblikovan v polmesec meri v širino 600 metrov, v dolžino pa 3 kilometre. Dostop do njega poteka izključno po morju, s celino (rt Pointe de la Fumée), od katere ga ločuje približno 6 kilometrov široka ožina, vsak dan poteka trajektna povezava, v poletnem času je povezan tudi z La Rochelle in sosednjimi otoki Ré in Oléron.

## Uprava
Občina Île-d'Aix je vključena v kanton Rochefort-Sever, slednji v okrožje Rochefort.

## Zgodovina
Na otoku je bil v 11. stoletju zgrajen manjši samostan, odvisen od sosednjega Saint-Martina na otoku Ré.
Za posest na otoku sta se ob koncu 12. stoletja med stoletno vojno borili Francija in Anglija, slednja je na njem gospodarila približno 15 let. V času francoskih verskih vojn je sprva katoliški otok postal po osvojitvi pretežnega območja s strani vodje hugenotov Benjamina de Rohana v 20. letih 17. stoletja za nekaj mesecev protestantski. Po izgradnji strateško pomembnega vojaškega pristanišča v Rochefortu leta 1665 je otok dobil številne utrdbe, ki jih je skonstruiral Vauban, dokončane v letu 1704. Med sedemletno vojno sredi 18. stoletja so otok ob poskusu zavzetja pristanišča Rochefort ponovno za nekaj tednov osvojili Angleži (1757). Otok je bil v rokah Angležev še od leta 1759 (po pomorski bitki v Quiberonskem zalivu) do konca vojne 1763.
Med francosko revolucijo je otok služil kot zapor za nasprotnike revolucije. V Napoleonovem obdobju je bila na otoku zgrajena stavba za poveljnika oporišča in utrdba Fort Liedot. Leta 1809 se je ob otoku odvijala pomorska bitka, v kateri je angleška flota dosegla pomembno zmago nad Francijo. Na otoku se je po porazu pri Watterlooju od 12. do 15. julija 1815 zadrževal Napoleon, kjer se je po brezihodnem položaju na ladji HMS Bellerophon končno predal britanskim oblastem.

## Zanimivosti
- Napoleonov muzej, nekdanja poveljniška zgradba, kjer je Napoleon preživel svoje zadnje dni v Franciji,
- Afriški muzej, nastanjen v zgradbi nasproti Napoleonovega muzeja, hrani zbirko nagačenih živali z območja Afrike,
- trdnjava Fort Liédot na severovzhodu otoka iz prve polovice 19. stoletja, zgrajena iz obrambnih razlogov na Napoleonovo zahtevo,
- trdnjava Fort de la Rade na skrajnem jugu otoka (rt pointe Sainte-Catherine) zgrajena pod nadzorom vojaškega inženirja Vaubana v 17. stoletju,
- trdnjava Fort Boyard jugozahodno od otoka, grajena v prvi polovici 19. stoletja, v uporabi od 1857 do 1913
- svetilnika Phares de l'île d'Aix.